# Police (film, 2020)
Ne doit pas être confondu avec Polisse.
Pour les articles homonymes, voir Police.
Pour plus de détails, voir Fiche technique et Distribution.
Police est un film français coécrit et réalisé par Anne Fontaine, sorti en 2020. Il s'agit de l'adaptation du roman Police de Hugo Boris (2016).

## Synopsis
Virginie, Aristide et Erik sont trois policiers du XXe arrondissement de Paris. Leur vie professionnelle les confronte à des réalités difficiles, violence conjugale, mères infanticides, et leur vie personnelle est également compliquée. Virginie, mariée et mère d'un enfant en bas âge, est enceinte de son collègue Aristide et a décidé d'avorter. Erik, au bord du divorce, lutte contre sa dépendance à l'alcool et son tabagisme et se fait insulter par sa femme qui lui reproche de ne pas lui avoir donné d'enfant. Aristide cache son stress et ses angoisses sous un extérieur faussement jovial, mais chaque soir, il se déshabille sur le palier devant sa porte et compte jusqu'à 60, « comme ça je ne fais pas entrer toute cette merde chez moi », confie-t-il un jour à Erik.
Un soir, Virginie, Aristide et Erik se voient confier une mission inhabituelle pour eux, le transfert à l'aéroport d'un demandeur d'asile tadjik dont la requête a été rejetée, et qui ne parle ni français ni anglais. Dans le centre d'hébergement où ils vont le chercher, une femme interpelle Virginie en lui disant que ce demandeur d'asile risque sa vie s'il est renvoyé au Tadjikistan, et qu'une requête en cours devant la Cour européenne des Droits de l'Homme pourrait remettre en cause la décision de renvoi. Mais Virginie dit ne pas être au courant et que ce n'est pas son problème.
Dans la voiture, Virginie ne résiste pas à la tentation d'ouvrir le dossier du requérant d'asile, dans lequel il est notamment question de tortures répétées, et se convainc alors qu'il est en danger de mort en cas d'expulsion. Elle déverrouille les menottes du Tadjik et essaie de l'inciter à profiter d'un des nombreux arrêts aux feux rouges pour s'enfuir. Ses deux collègues comprennent vite la situation. Aristide, qui est au volant, commence alors par accélérer et brûler systématiquement les feux rouges pour contrecarrer la manœuvre de Virginie, avant de rejoindre son camp et de commencer, lui aussi, à provoquer des occasions d'évasion.
Erik résiste plus longtemps à leur projet, avant de céder lui aussi en acceptant qu'ils s'arrêtent dans un bois isolé près de l'autoroute, pour laisser toute latitude à leur prisonnier de s'enfuir. Mais celui-ci craint que les policiers ne lui tendent un piège et ne bouge pas. Ils vont jusqu'à le sortir de force du véhicule, mais leur prisonnier prend peur, craignant d’être exécuté s'il prend la fuite. Ils finissent finalement par poursuivre leur mission en se rendant à l'aéroport Charles De Gaulle. Ils remettent le demandeur d'asile aux policiers chargés de procéder à l'expulsion, mais le Tadjik résiste et se débat violemment et doit être emmené de force dans l'avion.
Cette résistance met les trois policiers extrêmement mal à l'aise, et Virginie décide, immédiatement suivie par Aristide, de se rendre dans l'avion pour dire au commandant de bord que le prisonnier met le vol en danger. Ils négocient son débarquement, ce que le commandant finit par accepter. Le prisonnier est débarqué et se voit ainsi accorder un petit sursis.
L'équipe rentre au poste de police dans une ambiance tendue. Virginie et Aristide ont le sentiment complice d'avoir fait quelque chose de bien, mais Erik a été obligé de mentir à la police des frontières pour couvrir ses collègues et se désole à l'avance d'avoir ainsi une tache sur son dossier de carrière, jusqu'ici exemplaire. Erik ne rentre pas chez lui et va voir l'océan, seul. Virginie va au rendez-vous pour se faire avorter mais le film laisse ouverte la possibilité qu'elle ait finalement décidé de garder l'enfant. Elle retrouve Aristide qui l'attendait dans la salle d'attente, ils sortent dans la rue et se donnent la main.

## Fiche technique
Sauf indication contraire, les informations mentionnées dans cette section peuvent être confirmées par la base de données cinématographiques Unifrance,  présente dans la section « Liens externes ».
- Titre original : Police
- Réalisation : Anne Fontaine
- Scénario : Claire Barré et Anne Fontaine, d'après le roman Police de Hugo Boris
- Décors : Arnaud de Moleron
- Costumes : Emmanuelle Youchnovski
- Photographie : Yves Angelo
- Son : Brigitte Taillandier
- Montage : Fabrice Rouaud
- Production : Philippe Carcassonne et Jean-Louis Livi
- Sociétés de production : Ciné@ et F Comme Film ; France 2 Cinéma, France 3 Cinéma et Studiocanal (coproductions) ; SOFICA Cofinova 15 et LBPI 12 (en association avec)
- Sociétés de distribution : Studiocanal (France) ; Athena Films (Belgique), Frenetic Films (Suisse romande)
- Pays d'origine :  France
- Langue originale : français
- Budget : 10,2 millions d'euros[réf. souhaitée]
- Genre : policier
- Dates de sortie :
  - Allemagne : 23 février 2020 (Berlinale)
  - France : 5 mars 2020 (Nancy)[1] ; 2 septembre 2020 (sortie nationale)
  - Belgique, Suisse romande : 2 septembre 2020

## Distribution
- Omar Sy : Aristide
- Virginie Efira : Virginie
- Grégory Gadebois : Erik
- Peyman Maadi : Tohirov, le Tadjik
- Aurore Broutin : la psychologue
- Thierry Levaret : Hervé, le chef du commissariat
- Cécile Rebboah : l'assistante sociale
- Anne-Pascale Clairembourg : Martine, la femme d'Erik
- Cédric Vieira : le mari de Virginie
- Tadrina Hocking : la gynécologue
- Elisa Lasowski : Sonia, la femme battue
- Emmanuel Barrouyer : le mari violent

## Production
Le tournage a lieu à Paris et en Île-de-France, dès le 4 février 2019 pendant neuf semaines. Devant l'interdiction de filmer un vrai commissariat, les scènes intérieures sont réalisées dans un ancien data center à Antony et l'entrée est un bâtiment de la Mairie de Paris situé à l'angle des rues Audubon et de Bercy dans le XIIe arrondissement. On voit également Omar Sy acheter un kebab rue de Belleville, et Virginie Efira marcher avec lui boulevard de Ménilmontant[réf. nécessaire].

## Accueil

### Sortie
Initialement prévue le 1er avril 2020, la sortie en salles en France est successivement repoussée, en raison de la pandémie de Covid-19, au 6 mai, puis au 3 juin, et enfin au 2 septembre 2020.

### Critiques
En France, le site Allociné recense une moyenne des critiques presse de 3,3⁄5 sur un total de 31 critiques.
Selon Astrid Jansen de la revue cinématographique Les Fiches du cinéma, « mettant en scène trois pointures - Virginie Efira, Omar Sy et Grégory Gadebois -, Anne Fontaine détourne le genre du film policier pour l’engager intelligemment dans une voie intime et humaniste ».
Pour Fabrice Leclerc du magazine hebdomadaire Paris Match, « aidée par un casting et une écriture solides, la réalisatrice filme le non-dit sans jamais relâcher la tension de cette chronique nocturne captivante ».

### Box office
Le film sort le 2 septembre 2020 dans 374 salles, et comptabilise 15 400 entrées pour sa première journée. Le premier week-end confirme le démarrage compliqué du film avec 71 478 entrées. Après une semaine en salles, il rassemble seulement 84 682 spectateurs.En deuxième semaine, il perd 53 % de fréquentation en atteignant 124 667 entrées. Le film additionne 31 916 entrées en troisième semaine. 178 502 spectateurs sont cumulés après quatre semaines.
| Pays ou région | Box-office      | Date d'arrêt du box-office | Nombre de semaines |
| -------------- | --------------- | -------------------------- | ------------------ |
| France         | 191 576 entrées | 13 octobre 2020            | 6                  |
| Total mondial  | 1 631 194 $     | -                          | -                  |

## Distinction

### Sélection
- Berlinale 2020 : Berlinale special